# Flávio Neves
Flávio Neves (Caetité, 18 de abril de 1908 - Belo Horizonte, 11 de agosto de 1984), foi um médico psiquiatra, coronel médico da PM-MG, professor universitário e escritor brasileiro, um dos fundadores da Academia Mineira de Medicina e da Associação Mineira de Psiquiatria, membro da Academia Mineira de Letras.

## Biografia
Era filho de Antônio Marcelino das Neves (1867-1955) e de Dulcina Neves, de tradicional família caetiteense, seu pai exerceu o magistério na cidade natal, assim como seu avô Marcelino José das Neves em cujo e ainda no arraial do Gentio (hoje Ceraíma, em Guanambi) e, por concurso quando disputou com Cornélio Carneiro Ribeiro (irmão de Ernesto Carneiro Ribeiro), para lecionar em Caculé mas antes mesmo de sua posse foi transferido para Duas Barras, onde chegou a estabelecer um internato. Teve ainda os irmãos Celeste, Afrânio, Vivaldo, Afonso, Álvaro, Maria Regina e Branca. Seu pai presidiu ali a "Lira Caetiteense", o que contribuiu para sua formação musical (Neves foi profundo conhecedor de música clássica).
Passou toda a infância na cidade natal. Recebeu as primeiras letras em casa com a irmã mais velha, formada pela primitiva Escola Normal e professora na Escola Americana, de modo que ingressou na escola já devidamente alfabetizado. Já adolescente vai estudar em São João del-Rei e depois em Belo Horizonte, onde se formou médico.
Foi casado com Maria Auxiliadora Horta Neves. Radicando-se em Belo Horizonte, ali ingressou no oficialato do corpo médico da Polícia Militar, tendo atuado na Revolução de 1932 e atingiu ao longo da carreira de mais de vinte anos o posto de Coronel Médico da P.M. servindo no Hospital Militar, do qual foi diretor e coordenador da clínica psiquiátrica, especialidade na qual atuou também no Instituto Raul Soares, vindo a se aposentar no ano de 1962. Fez curso de psicologia com Emilio Mira y López e foi professor da Faculdade de Filosofia da Universidade Federal de Minas Gerais.
Atuou ainda na administração estadual mineira e lecionou em instituições da capital que, dentre outras honrarias, concedeu-lhe o título de cidadão honorário.

## Obra publicada
Obras técnicas e artigos:
- Médicos, Dentistas e Farmacêuticos da PM
- Sistema Nervoso Autônomo e Reações Elementares na Vida Afetiva
- Brentano e a Psicologia do ponto de vista empírico
- Santo Inácio de Loyola, suas constituições e sua gente
- O médico brasileiro nas letras e nas artes

Livros:
- Bach, Beethoven, Wagner. Belo Horizonte: Editora Faculdade de Filosofia, 1975
- Rescaldo de saudades. Belo Horizonte: Academia Mineira de Medicina, 1986 (póstuma)